# Sistemska biologija
Sistemska biologija je holistički pristup biomedicinskim i biološkim naučnim istraživanjima (za razliku od tradicionalnog redukcionizma). Sistemska biologija je interdisciplinarno polje bazirano na biologiji sa fokusom na kompleksnim interakcijama unutar bioloških sistema. Ovaj koncept je u širokoj upotrebi u bionaukama u više različitih konteksta, pogotovo nakon 2000. godine. Jedan od primarnih ciljeva ove naučne oblasti je razvoj modela i otkrivanje svojstava koja se manifestuju kad ćelija, tkivo i organizam funkcionišu kao celina (sistem), i čije je teoretsko opisivanje jedino moguće koristeći tehnike u domenu sistemske biologije. Realizacija tih ciljeva obično obuhvata izučavanje metaboličkih ili signalnih mreža.

## Pregled
Sistemska biologija se može posmatrati sa više različitih aspekata:
- Kao polje izučavanja, posebno, izučavanja interakcija između komponenti bioloških sistema, i načina na koji te interakcije proizvode funkcije i ponašanje sistema (na primer enzima i metabolita u metaboličkom putu).[2][3]
- Kao paradigma, obično definisana kao antiteza takozvane redukcionističke paradigme (biološka organizacija), mada je potpuno konzistentna sa naučnim metodom. Razlika između ove dve paradigme se razmatra u sledećim navodima:

„Redukcionistički pristup je uspešno identifikovao većinu komponenti i mnoge interakcije ali, nažalost, ne pruža ubedljive koncepte ili metode za razumevanje pojave sistemskih svojstava ... pluralizam uzroka i posledica u biološkim mrežama je bolje razmatrati putem kvantitativnog simultanog merenja višestrukih komponenti i putem rigorozne integracije podataka u obliku matematičkih modela“ (Sauer et al.).
„Sistemska biologija ... se bavi sjedinjavanjem umesto raščlanjavanja, integracijom umesto redukcije. To zahteva da se razviju načini razmišljanja o integraciji koji su jednako rigorozni kao i naši redukcionistički programi, ali su različiti ... To zahteva promenu naše filozofije, u punom smislu reči“.
- Kao serije operacionih protokola koji se koriste u istraživanju, naime ciklus sastavljen od teorije, analitičkog ili računskog modelovanja radi nalaženja specifičnih hipoteza o biološkom sistemu koje je moguće testirati, eksperimentalne validacije, i zatim primene novostečenog kvantitativnog opisa ćelija ili ćelijskih procesa u usavršavanju računskih modela ili teorije.[6] Pošto je cilj razvoj modela interakcije sistema, eksperimentalne tehnike koje su najpodesnije za sistemsku biologiju su one koje obuhvataju ceo sistem i nastoje da budu kompletne koliko god je to moguće. Za prikupljanje kvantitativnih podataka radi konstrukcije i validacije modela se koriste transkriptomika, metabolomika, proteomika i visoko protočne tehnike.
- Kao primena teorije dinamičkih sistema na molekularnu biologiju. Fokus na dinamici izučavanih sistema je potencijalno glavna konceptualna razlika između sistemske biologije i bioinformatike.
- Kao socionaučni fenomen definisan strategijom podsticanja integracije kompleksnih podataka o interakcijama u biološkim sistemima iz raznovrsnih eksperimentalnih izvora koristeći interdisciplinarna oruđa i osoblje.[7]

Ova raznovrsnost gledišta ilustruje činjenicu da se sistemska biologija odnosi na klaster periferno preklapajućih koncepta umesto jednog jasno omeđenog polja.

## Literatura
- Noble, Denis (2006). The music of life: Biology beyond the genome. Oxford: Oxford University Press. стр. 176. ISBN 978-0-19-929573-9.
- Asfar S. Azmi, ур. (2012). „Systems Biology in Cancer Research and Drug Discovery”: 423. ISBN 978-94-007-4819-4.
- Kitano, Hiroaki (2001). Foundations of Systems Biology. MIT Press. стр. 320. ISBN 978-0-262-11266-6.
- Werner, Eric (29. 3. 2007). „All systems go”. Nature. 446 (7135): 493—494. Bibcode:2007Natur.446..493W. doi:10.1038/446493a. provides a comparative review of three books:
- Alon, Uri (2006). An Introduction to Systems Biology: Design Principles of Biological Circuits. Chapman & Hall. стр. 301. ISBN 978-1-58488-642-6.
- Kaneko, Kunihiko (2006). Life: An Introduction to Complex Systems Biology. Springer-Verlag. стр. 371. ISBN 978-3-540-32666-3.
- Palsson, Bernhard O (2006). Systems Biology: Properties of Reconstructed Networks. Cambridge University Press. стр. 334. ISBN 978-0-521-85903-5.
- Werner Dubitzky,  Olaf Wolkenhauer, Hiroki Yokota, Kwan-Hyun Cho, ур. (2013). Encyclopedia of Systems Biology. Springer-Verlag. стр. 2100. ISBN 978-1-4419-9864-4.

## Spoljašnje veze
- Архивирано на веб-сајту  (13. октобар 2013)